# A kör (film, 2002)
A kör (eredeti címén The Ring) 2002-es amerikai film, amely az 1998-as Kör című japán horrorfilm átdolgozása. A történet egy természetfeletti eredetű videókazettáról szól, melyet ha valaki megnéz, pontosan hét nappal később meghal. A DreamWorks produkciója rendkívül népszerűnek bizonyult, és több mint 125 millió dollárt hozott csak hazájában.
A kör folytatása, A kör 2. (The Ring Two), 2005-ben került bemutatásra. A filmet Hideo Nakata, az eredeti japán film rendezője készítette.

## Szereplők
| Szereplő               | Színész          | Magyar hang       |
| ---------------------- | ---------------- | ----------------- |
| Rachel Keller          | Naomi Watts      | Haumann Petra     |
| Noah Clay              | Martin Henderson | Crespo Rodrigo    |
| Richard Morgan         | Brian Cox        | Szélyes Imre      |
| Aidan Keller           | David Dorfman    | Baradlay Viktor   |
| Samara Morgan          | Daveigh Chase    | Kántor Kitty      |
| Dr. Grasnik            | Jane Alexander   | Kassai Ilona      |
| Ruth Embry             | Lindsay Frost    | Orosz Helga       |
| Katie Embry            | Amber Tamblyn    | Németh Borbála    |
| Rebecca ’Becca’ Kotler | Rachael Bella    | Nemes Takách Kata |

## Történet
A történet két tizenéves lánnyal indul, akik az előző hétvége eseményeiről beszélgetnek, mikor is egyikük, Katie, elment egy faházba a hegyekbe a barátaival. A beszélgetés közben előkerül egy feltehetőleg elátkozott videókazetta témája is. A másik lány, Becca azt állítja, hogy bárki, aki megnézi ezt a videót, kap egy telefonhívást, melyben egy hang annyit mond: "hét nap", majd pontosan hét nappal a kazetta megnézése után a néző meghal. Katie rettegve mondja el, hogy a faházban látta a videót pontosan hét nappal korábban. Ezt követően megmagyarázhatatlan jelenségek – mint önmagukat bekapcsoló tévék és magyarázat nélküli víztócsák – után Katie titokzatosan meghal, Becca pedig megőrül.
A film ezután bemutatja Katie nagynénjét, Rachelt, egy Seattle-ben élő újságírót. A fia, Aidan, Katie-nek nem csak unokatestvére, hanem jó barátja is volt, és érzékenynek mutatkozik a lelki eseményekre. Katie temetésén Rachel nyomozni kezd Katie halálának ügyében. Ekkor hall először a videókazettáról. Kutatásai őt is ugyanahhoz, a hegyekben lévő faházhoz vezetik, ahol a tinédzserek megnézték a videót. Itt találja meg a kazettát, és végül is megnézi. Megmutatja Noah-nak, Aidan apjának, majd véletlen maga Aidan is megnézi.
Ezután Rachel kutatása magára a szalagra korlátozódik, amely fekete-fehér képek látszólag véletlenszerű sorozatát tartalmazza. A képek utáni nyomozás folytán jut el Rachel egy lányhoz, Samarához, akit örökbe fogadtak, majd megöltek szülei. Akkor ölték meg Samarát, amikor rájöttek, hogy ő az oka számos ló halálának és annak, hogy anyja megőrült. Végső soron Rachel eljut a lány halálának színhelyére: a hullámsírhoz egy kút fenekén. Rachel értesíti a hatóságokat, és Samarának egy rendes temetést rendeznek, hogy szelleme nyugovóra térhessen.
Azonban csak látszólag jött minden rendbe: Samara egy tévéből kimászva megöli Noah-t. Rachel és Aidan rájönnek, hogy a videó megnézése után csak egyféleképpen menekülhetnek meg Samarától: ha a kazettát lemásolják és megmutatják valaki másnak, így folytatva a kört.

## További tudnivalók
A DreamWorks filmje rendkívüli sikernek örvendett, összesen 129 094 024 dollárt hozva a stúdiónak csak az USA-ban (az egész világot tekintve a bevétel 249 millió dollár).
A kör sikere megnyitotta az utat számos japán horrorfilm amerikai átdolgozásának, úgymint A harag. A folytatást, A kör 2-t, az amerikai mozikban 2005. március 18-án mutatták be, melyet Hideo Nakata, az eredeti japán film alkotója rendezett.
Kicsivel a folytatás megjelenése előtt, A kört újra kiadták DVD-n, melyen a Körök című negyedórás kisfilm is szerepelt, amellyel a készítők egy hidat kívántak képezni A kör és A kör 2 között.
A kört a tv-csatornák közül elsőként az ABC mutatta be 2005. június 6-án, hétfőn. "Csak 14 év felettieknek" minősítést kapott erőszakos tartalomért.

## Érdekességek
- A „kör” motívuma a film folyamán többször is felvillan.
- Az elátkozott kazettán hallható különös zene ugyanaz a hang, mint amikor Anna a kút fedelét a kútra tolja.
- Az eredeti japán filmet nem mutatták be moziban A kör vetítése idején, de megjelent DVD-n, nagyjából egyidőben A körrel.
- A DVD-n szereplő „Ne nézd meg” c. kisfilm a filmből törölt jelenetekből áll különösebb történet nélkül.

### Különbségek az eredeti és a remake között
- A karakterek japán nevét amerikaira változtatták.
- Megváltoztak a kazettán szereplő hátborzongató képek is.
- A lány neve a japán kazettán: Sadako; az amerikai kazettán: Samara.
- Az eredeti filmben a szellemlány áldozatainak csak félelemteljesen nyitva van a szájuk. Ebben a filmben viszont Samara áldozatai úgy néznek ki, mintha egy kis ideig víz alatt lettek volna.
- A „kör” motívuma egyben vonatkozik a fényre, melyet a kút repedésein Samara látott, és Samara videójának végtelen ciklusára is.
- Az anya (Anna) egy szikláról ugrik le, míg az eredeti filmben az anyuka egy vulkánba veti magát.
- Az eredeti filmben a volt barátnak van pszichikai képessége, nem a fiúnak.

## Bakik a filmben
- Noah-n a halála pillanatában papucs van, majd mikor Rachel felér az emeletre, már nincs.
- Ha jól megfigyeljük, Samara szemében látszik a belógó kamera.
- Amikor a ló elszabadul a kompon, az kiugrik a hajó orránál, ám a külső kamera már azt mutatja, mintha a hajó oldalából ugrott volna ki.